# Peugeot 408
Peugeot 408 — седан компании Peugeot.
Был представлен 25 января 2010 года на автосалоне в Пекине, продажи в Китае начались 8 апреля 2010 года. В ноябре 2010 года производство 408 началось в Буэнос-Айресе; в России продажи начались в сентябре 2012 года.

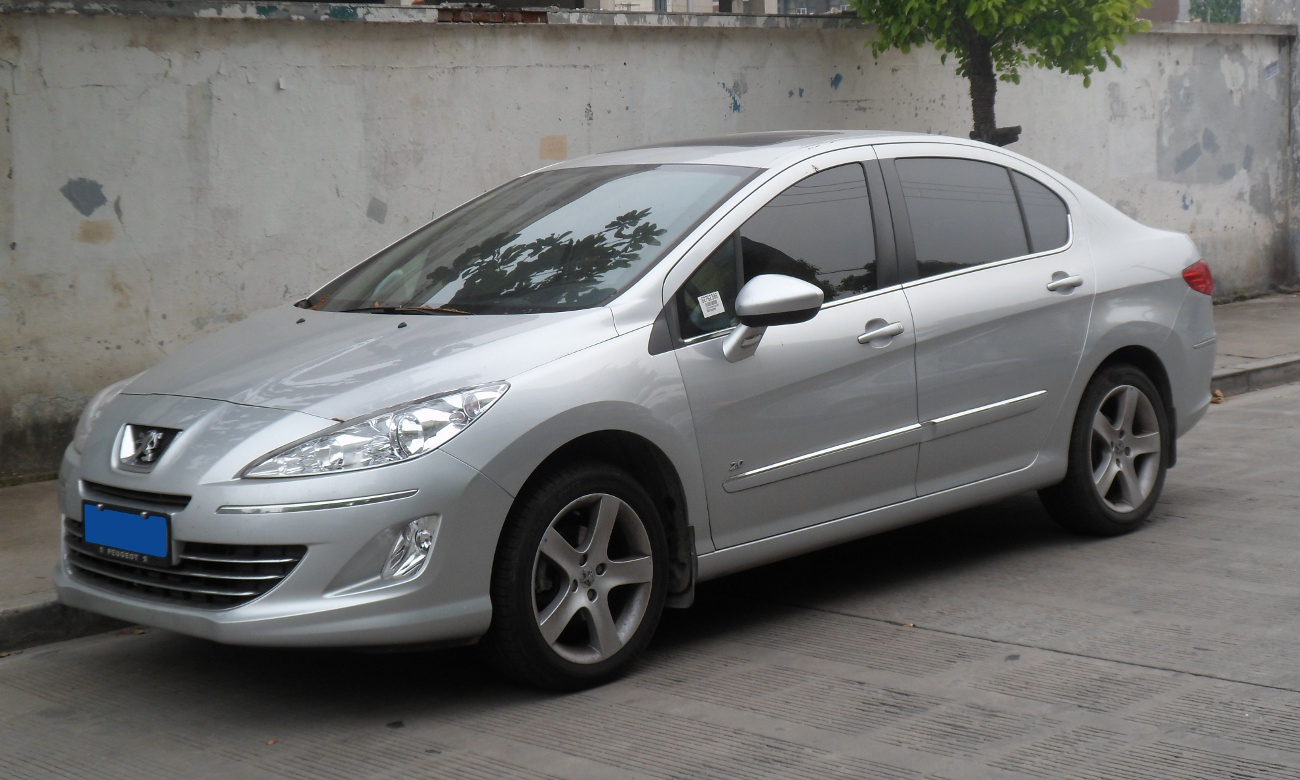
Peugeot 408 Первого поколения

Несмотря на своё название, это не преемник Peugeot 407 (преемником является Peugeot 508), а седан на базе универсала Peugeot 308. Модель 408 не планировалось продавать на европейском рынке, однако с 2012 он начал продаваться на российском рынке, причём российской же сборки с глубокой адаптацией для тяжелых условий эксплуатации. Россиянам доступны четыре мотора: известный ещё по 307-му хетчбэку бензиновый 1.6 л, 110 л. с.; два бензиновых 1,6-литровых двигателя совместной разработки PSA и BMW: в атмосферном варианте мощностью 120 л. с. и турбированый 150 л. с., а также турбодизель 1.6 HDi мощностью 114 л. с.
Клиренс (дорожный просвет) Пежо 408 российской сборки составляет 175 мм.
Peugeot также начал свою деятельность в Индии в союзе с Tata Communications, они будут сотрудничать в области НИОКР, после чего, возможно, Peugeot 408 будет продаваться на индийском рынке.

## Второе поколение (2014)
Второе поколение 408 было представлено в 2014 на Пекинском Автосалоне. Модель выполнена в стилистике 308 второго поколения. Продажи в России не планируются, на конвейере останется предыдущее поколение.

### Фейслифт 2018 года
В 2018 году были изменены передняя панель, задний бампер и задние фонари.

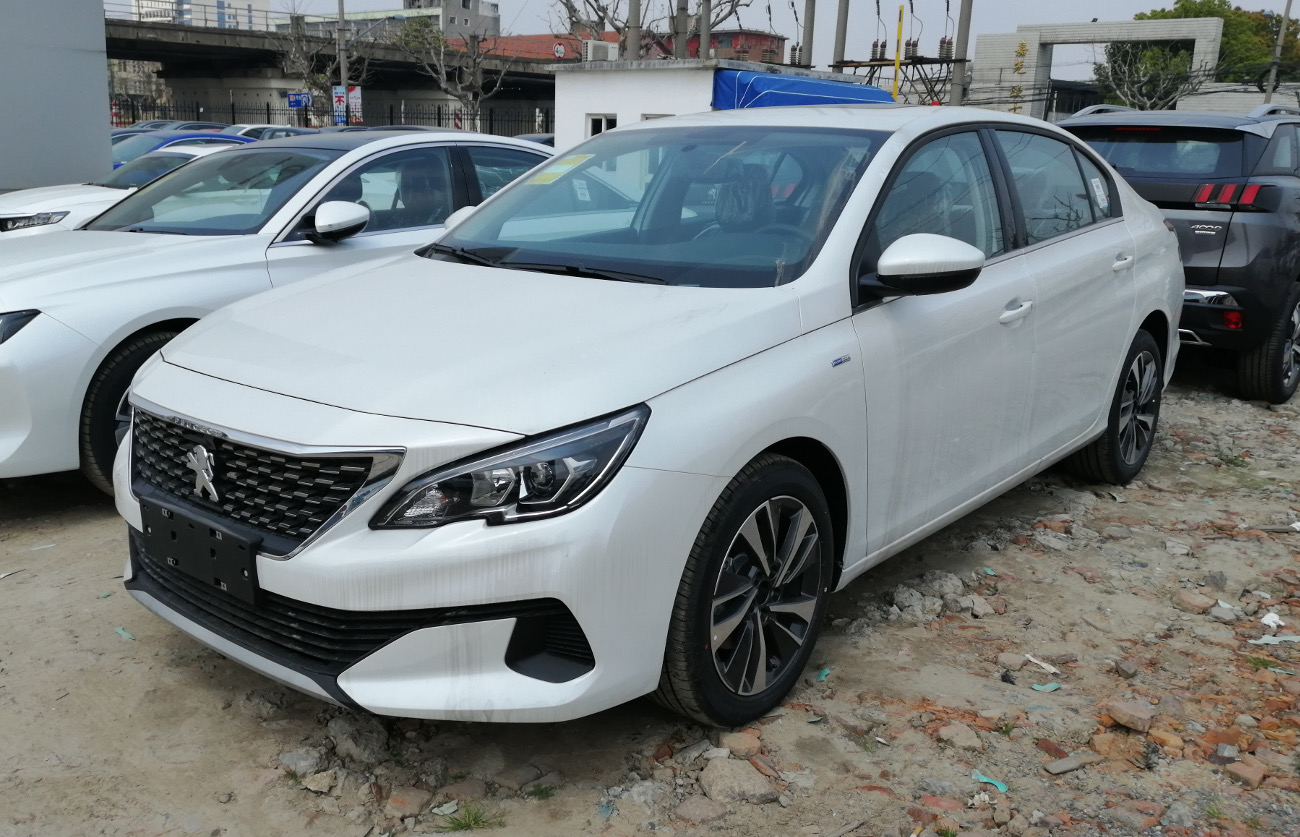
Peugeot 408 Первый фейслифт
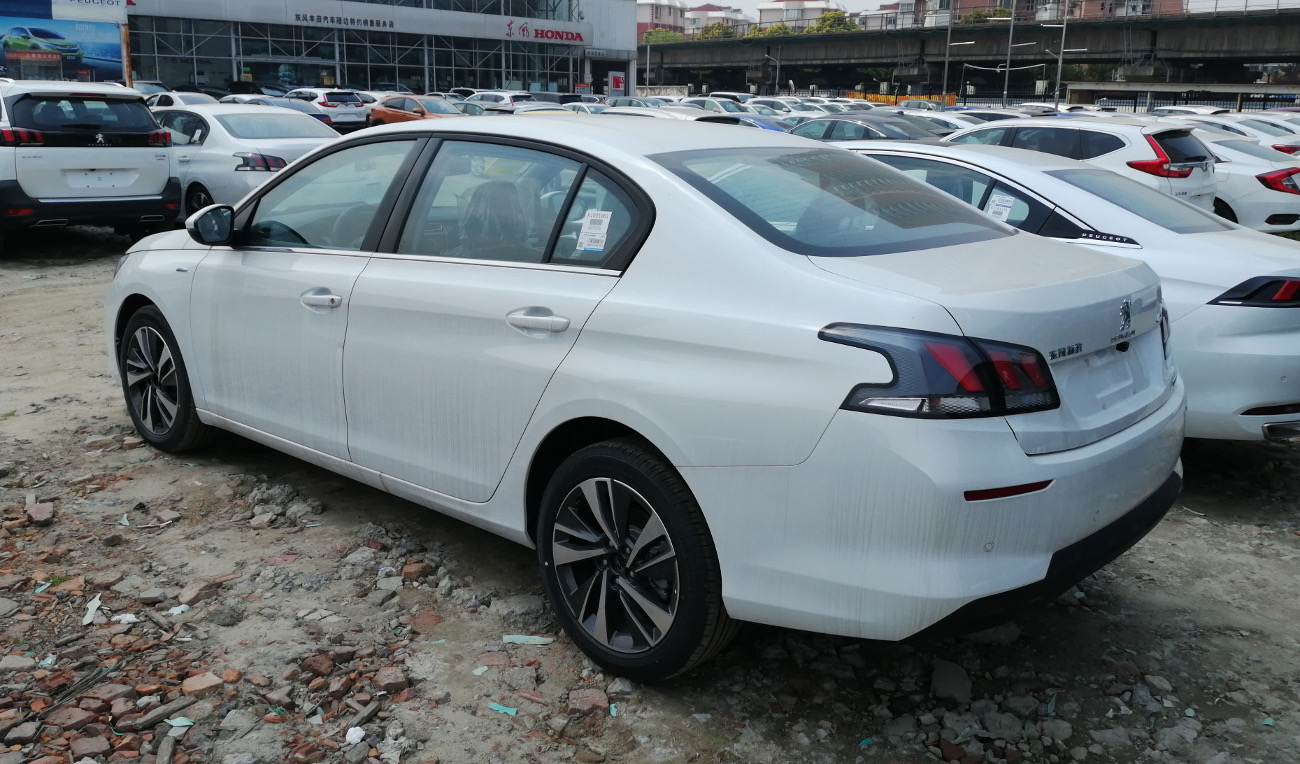
Peugeot 408 Первый фейслифт

### Фейслифт 2022 года
Второй фейслифт модели 408 был представлен на китайском рынке 8 июня 2022 года. Передняя часть была переработана, чтобы отразить тот же язык дизайна, что и Peugeot 308 третьего поколения. Крышка багажника была переработана, с новой графикой и задними фонарями, аналогичными третьему поколению.
Все комплектации оснащены турбодвигателем модели 5G06 объемом 1,6 л мощностью 125 кВт при 5500 об/мин и 250 Нм при 1750–4500 об/мин, а также трансмиссией Aisin 3-го поколения 6AT.

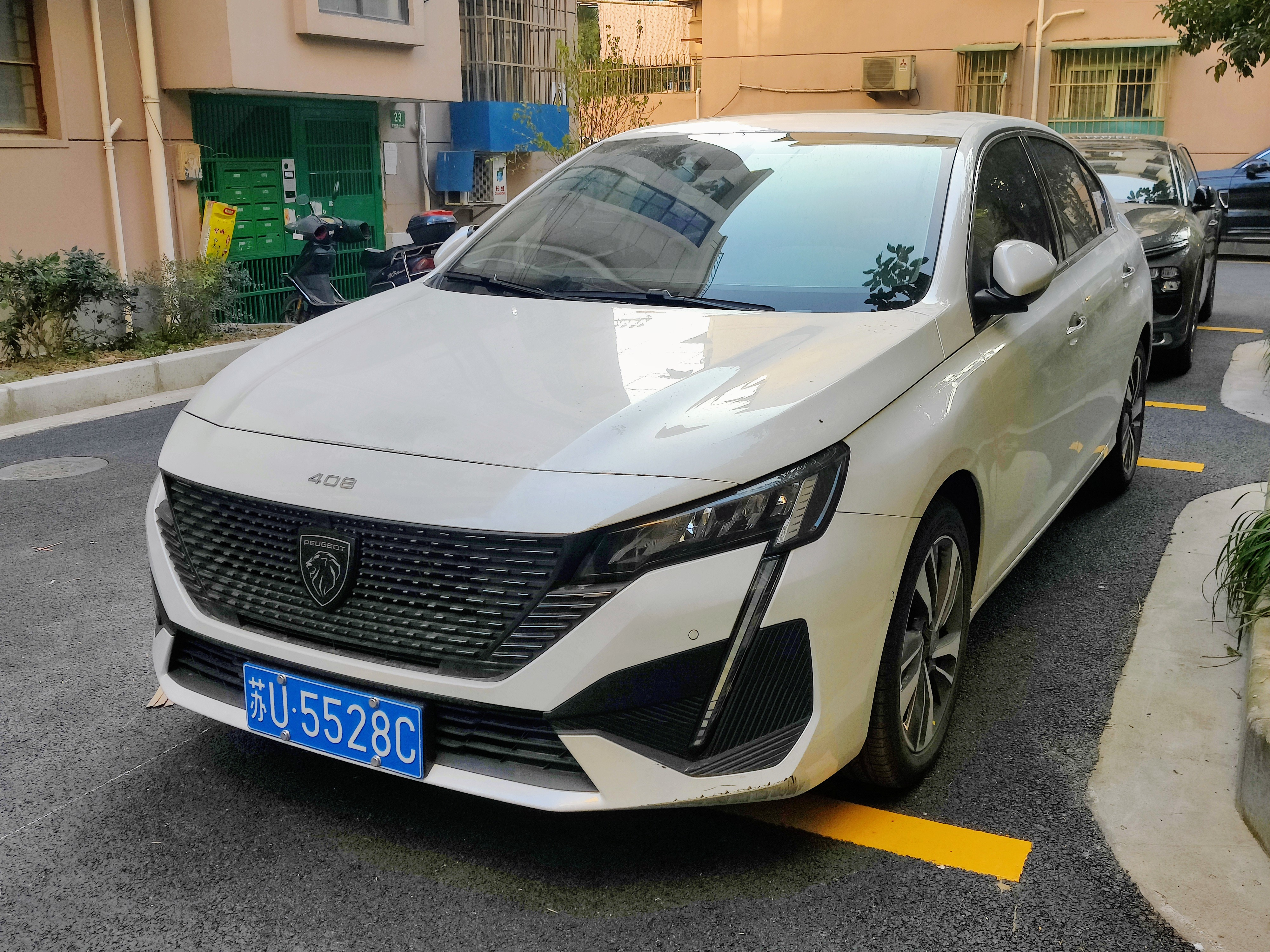
Peugeot 408 Второй фейслифт
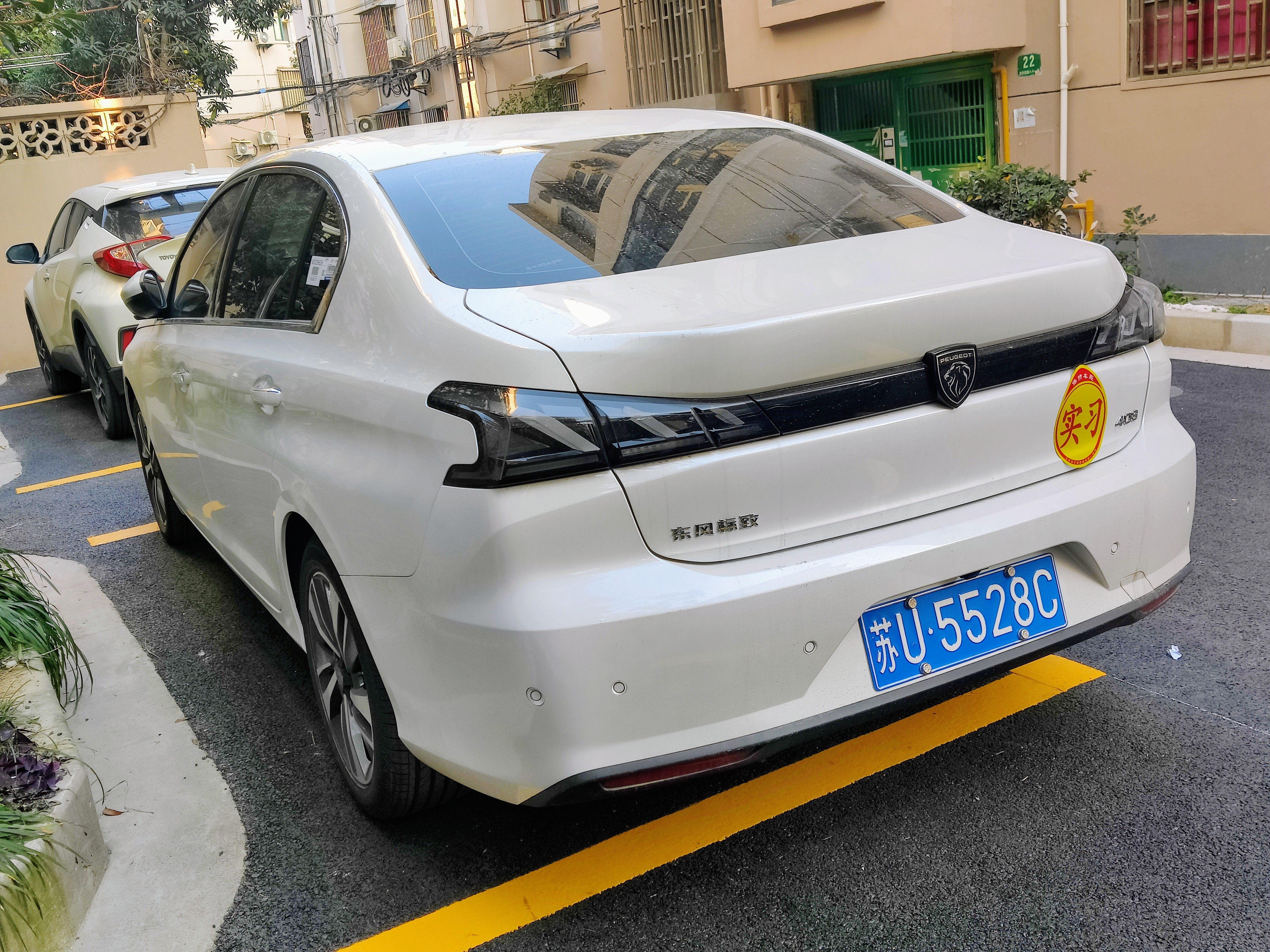
Peugeot 408 II Второй фейслифт

## Peugeot 408 X
Peugeot 408 (также Peugeot 408 X) — кроссовер, представленный в июне 2022 года. Несмотря на схожее название, он технически не связан с седаном Peugeot 408 и основан на Peugeot 308. По словам Peugeot, 408 представляет собой смесь внедорожника, хетчбэка и седана и был представлен как кроссовер-купе.

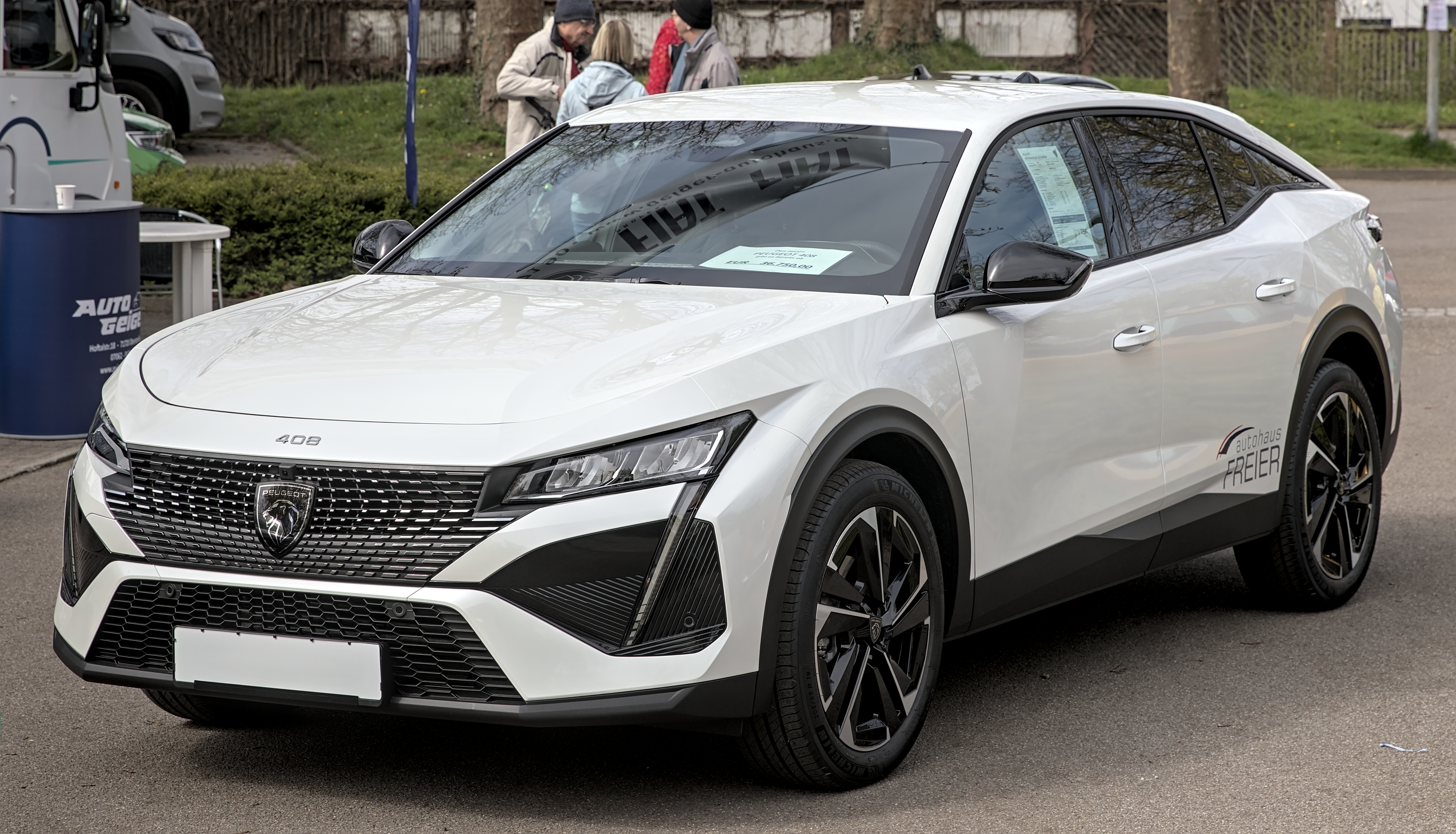
Вид спереди
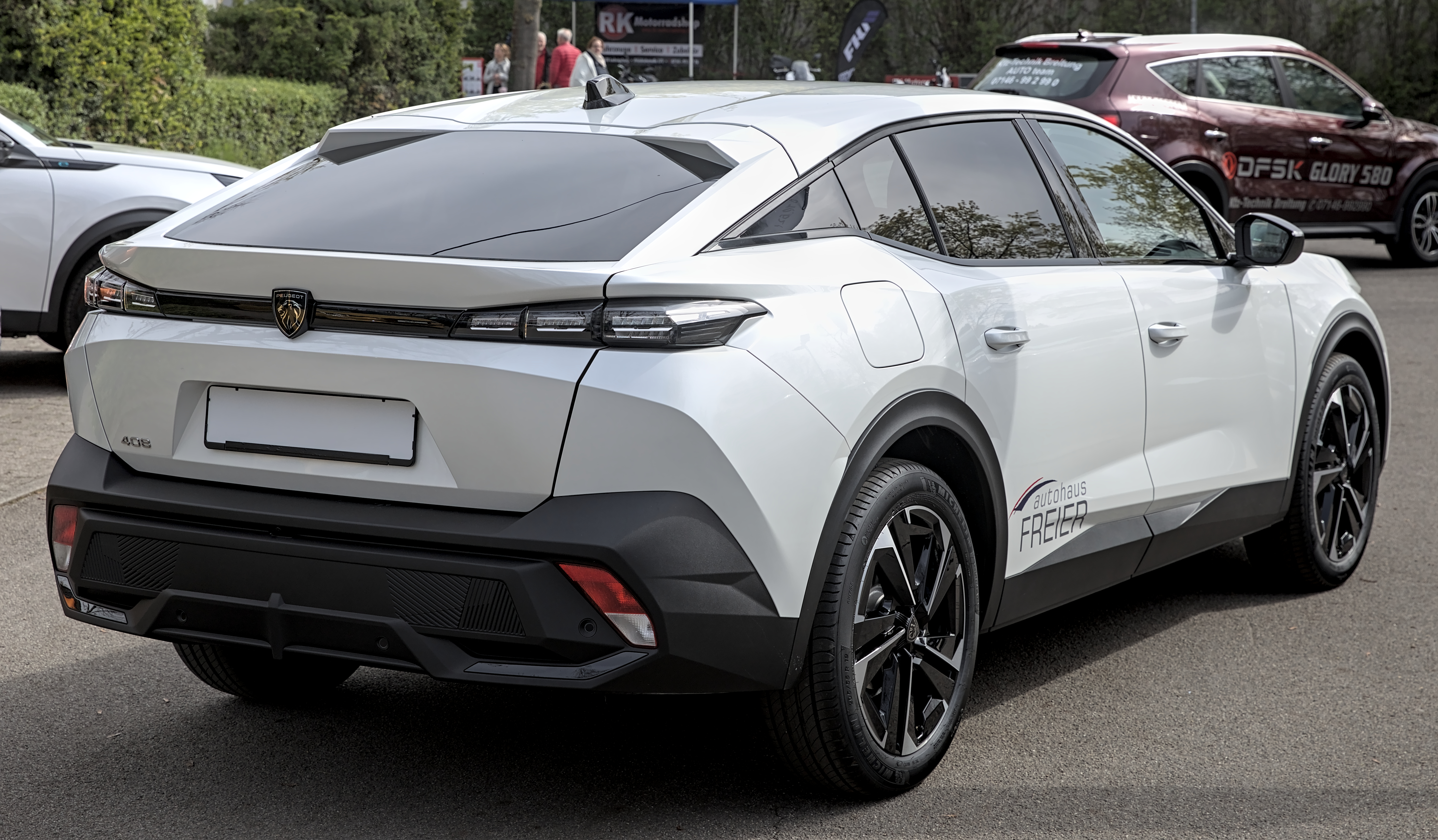
Вид сзади
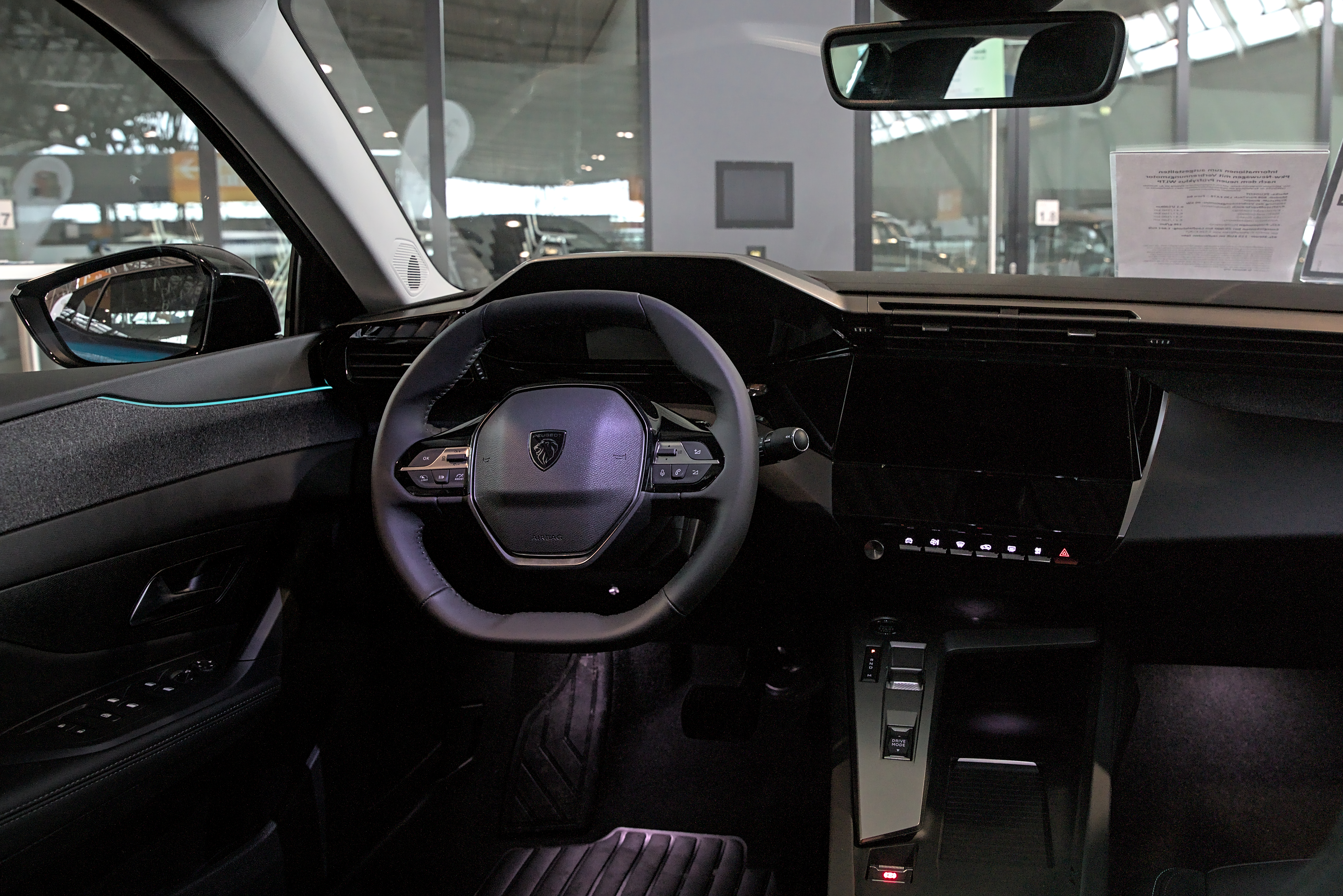
Интерьер

## Галерея

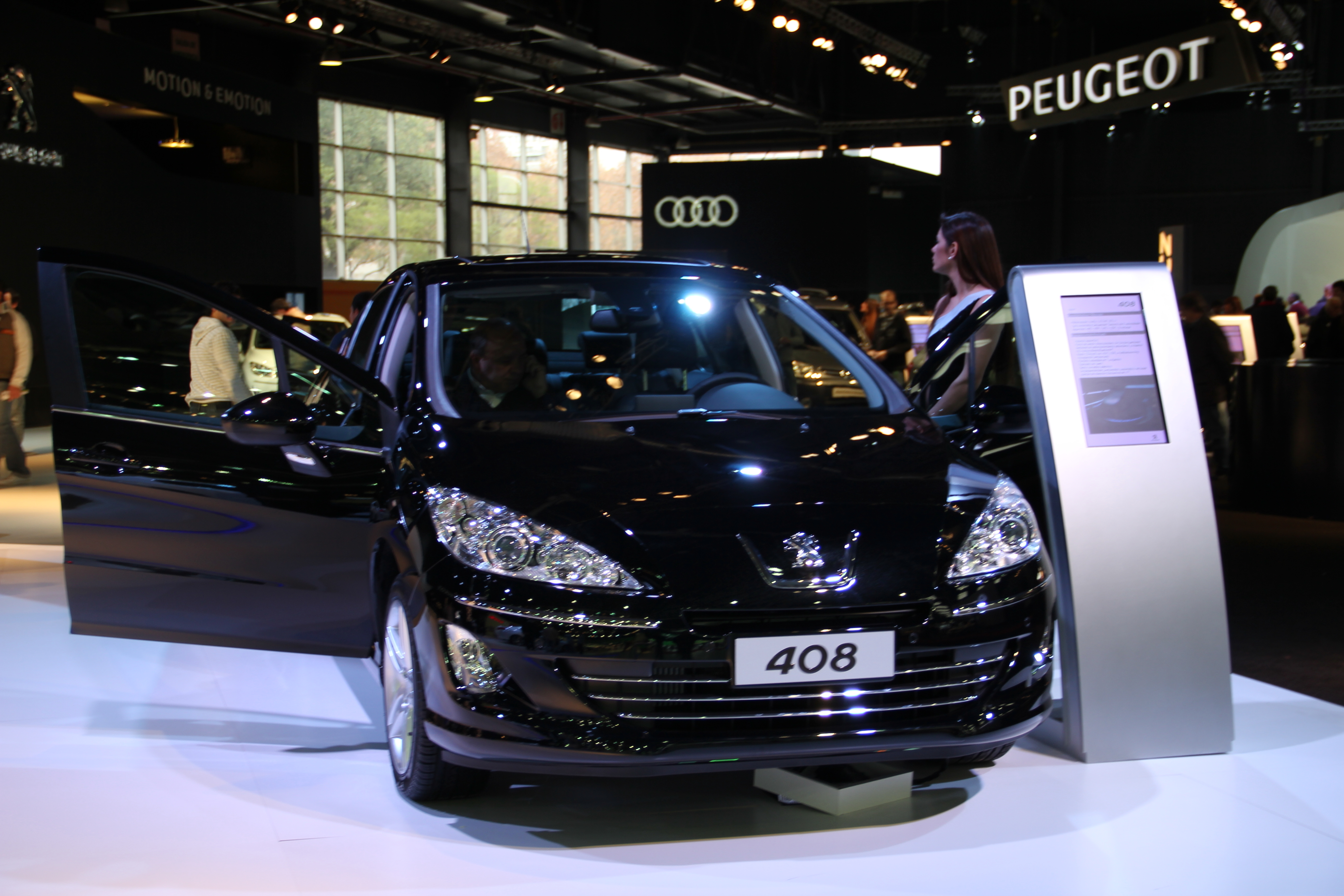
Peugeot 408 на автосалоне в Буэнос-Айресе
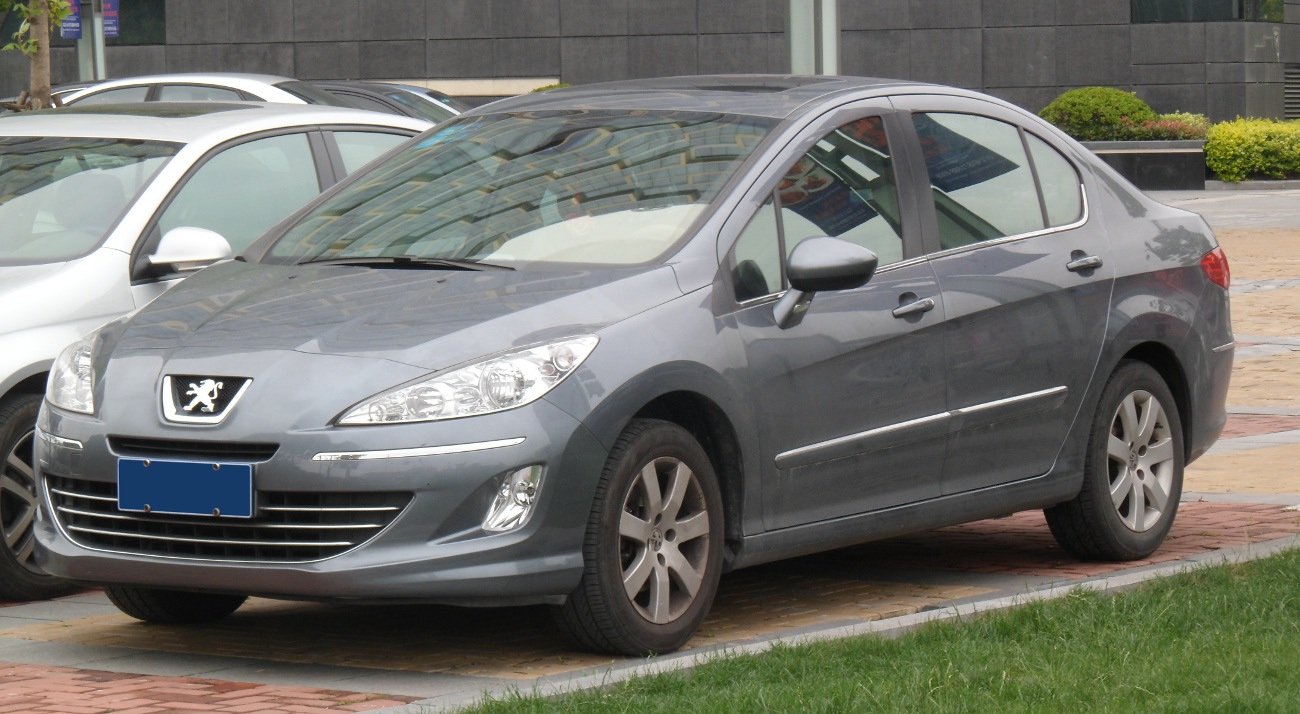
Peugeot 408